# سرشك (زرين أردكان)
سرشك (بالفارسية: سرشک) هي قرية تقع في إيران في Zarrin Rural District. يقدر عدد سكانها بـ 13 نسمة .